# Isomerala azteca
Isomerala azteca is een vliesvleugelig insect uit de familie Eucharitidae. De wetenschappelijke naam is voor het eerst geldig gepubliceerd in 1920 door Girault.